# Lothar Löwer
Lothar Löwer (* 10. September 1951) ist ein ehemaliger deutscher Fußballschiedsrichter. Er pfiff für den TSC Eintracht Dortmund.

## Werdegang
Löwer leitete von 1986 an Spiele der 2. Bundesliga. Zwei Jahre später stieg er in die Bundesliga auf und war bis 1993 tätig. Sein erstes Bundesligaspiel war die Begegnung zwischen dem 1. FC Nürnberg und Waldhof Mannheim am 20. August 1988. Insgesamt leitete Löwer 42 Bundesligaspiele, 43 Zweitligaspiele und fünf DFB-Pokalspiele. Dazu kommen drei Einsätze in der Aufstiegsrunde zur 2. Bundesliga. International wurde Löwer bei drei Europapokalspielen und zwei Länderspielen als Linienrichter eingesetzt. Als Höhepunkt bezeichnete er seinen Einsatz als Linienrichter im Halbfinale des Europapokal der Landesmeister 1988/89 zwischen Roter Stern Belgrad und AC Mailand. Nach seiner Schiedsrichterkarriere zog er nach Nürnberg und arbeitet dort als Verkaufsleiter eines Autohändlers.